# Yoshida (Ehime)
El Pueblo de Yoshida (吉田町 Yoshida-chō?) fue un pueblo del Distrito de Kitauwa en la Región de Nanyo (南予地方 Nanyo-chihō?) de la Prefectura de Ehime. Desaparece el 1° de agosto de 2005 al pasar a formar parte de la Ciudad de Uwajima.

## Características
El Pueblo de Yoshida fue el principal productor de mikan de Japón y también es importante la pesca.
Limitaba con las ciudades de Seiyo y Uwajima, y el Pueblo de Mima (actualmente es parte de la Ciudad de Uwajima) del Distrito de Kitauwa. Se situaba al suroeste de la Prefectura de Ehima, al norte de la Ciudad de Uwajima (a 9 km de su centro). Está conformada por una península que sobresale hacia el Mar de Uwa y la zona de su base.
Era atravesada por la Ruta Nacional 56 (国道56号 Kokudō 56-gō?), conocida antiguamente como Uwajima-kaidō (宇和島街道 Camino de Uwajima?), de norte a sur en su zona central. La misma la comunicaba con el Pueblo de Uwa (en la actualidad parte de la Ciudad de Seiyo) del Distrito de Higashiuwa hacia el norte, y de la cual estaba separada por el Paso de Hoketsu (法華津峠 Hoketsu-tōge?); también la comunicaba con la Ciudad de Uwajima hacia el sur, separada por el Paso de Chinaga (知永峠 Chinaga-tōge?).
Hacia el este limitaba con el Pueblo de Mima del mismo Distrito de Kitauwa, pero estaba separado de éste por un camino estrecho y sinuoso, con escaso movimiento vehicular y de personas. Así el Pueblo de Yoshida siempre fue una unidad independiente dentro del Distrito, y tampoco se sumó a la fusión de la región de Kihoku (鬼北地域 Kihoku-chi'iki?), integrada por varios pueblos del mismo Distrito.
Tenía muy pocas zonas llanas, alrededor del 10% de su superficie total. En el Mar de Uwa se practica la acuicultura, especialmente de hamachi (ハマチ?) y perlas. En las zonas montañosas se cultivan cítricos, habiendo sido el Pueblo de Yoshida uno de los principales productores dentro de la Prefectura que es la mayor productora de mikan de Japón por excelencia.

## Gobierno
Su situación financiera no era la mejor, debido a los costos que le implicaba contar con un hospital propio, y los gastos en que incurrió (aunque fue compartido con otras localidades) para la construcción de las obras de aprovechamiento de los ríos de la Región de Nanyo. Por estas y otras razones, no pudo rechazar la posibilidad de fusionarse con otras localidades.
Finalmente optó por fusionarse con la Ciudad de Uwajima, concretándose el día 1° de agosto de 2005, y siendo la última fusión de la denominada Gran Fusión de la Era Heisei dentro de la Prefectura de Ehime.